# FOCA
La FOCA (Formula One Association Constructor) amb seu a Londres va reunir a tots els constructors de la Fórmula 1.
Aquesta organització englobava doncs als principals fabricants dels bòlids de Fórmula 1 a la dècada dels 70 i els 80.
L'associació va ser fundada el 1974 per Bernie Ecclestone, Colin Chapman, Teddy Mayer, Max Mosley, Ken Tyrell i Frank Williams. El seu propòsit fou modificar l'organització dels esdeveniments comercials de la Fórmula 1 per aconseguir majors beneficis pels equips constructors participants.
Al Març de 1981 la FOCA va arribar a un acord amb la FIA, anomenat Acord de la Concòrdia que els permetia negociar amb plens poders els drets dels contractes televisius acabant la seva particular guerra amb un altre organisme la FISA anomenada Guerra FISA-FOCA.